# Meta (geslacht)
Meta is een spinnengeslacht in de taxonomische indeling van de strekspinnen. Het geslacht werd in 1836 beschreven door C.L. Koch.

## Soorten
- Meta abdomenalis Patel & Reddy, 1993
- Meta barreti Kulczynski, 1899
- Meta baywanga Barrion & Litsinger, 1995
- Meta birmanica Thorell, 1898
- Meta bourneti Simon, 1922
- Meta dolloff Levi, 1980
- Meta gertschi Lessert, 1938
- Meta japonica Tanikawa, 1993
- Meta longipalpis Pavesi, 1883
- Meta maculata (Blackwall, 1865)
- Meta manchurica Marusik & Koponen, 1992
- Meta menardi (Latreille, 1804)
- Meta merianopsis Tullgren, 1910
- Meta meruensis Tullgren, 1910
- Meta milleri Kratochvíl, 1942
- Meta minima Denis, 1953
- Meta mixta O. P.-Cambridge, 1885
- Meta monogrammata Butler, 1876
- Meta montana Hogg, 1919
- Meta nebulosa Schenkel, 1936
- Meta nigra Franganillo, 1920
- Meta nigridorsalis Tanikawa, 1994
- Meta obscura Kulczynski, 1899
- Meta ovalis (Gertsch, 1933)
- Meta qianshanensis Zhu & Zhu, 1983
- Meta reticuloides Yaginuma, 1958
- Meta rufolineata (Urquhart, 1889)
- Meta serrana Franganillo, 1930
- Meta shenae Zhu, Song & Zhang, 2003
- Meta simlaensis Tikader, 1982
- Meta stridulans Wunderlich, 1987
- Meta tiniktirika Barrion & Litsinger, 1995
- Meta trivittata Keyserling, 1887
- Meta turbatrix Keyserling, 1887
- Meta vacillans Butler, 1876
- Meta villiersi Denis, 1955